# Nick Robinson-Baker
Nicholas „Nick“ Robinson-Baker (* 24. Juni 1987 in Exeter) ist ein britischer Wasserspringer. Er startet für das Team City of Sheffield Diving Club in den Disziplinen Kunst- und Synchronspringen. In Synchronwettbewerben sprang er bis 2009 an der Seite von Ben Swain, seit 2010 springt er mit Christopher Mears.
Er nahm an den Olympischen Spielen 2008 in Peking teil. Im 3-m-Synchronspringen wurde er mit Ben Swain Siebter.
Bei den Weltmeisterschaften 2009 in Rom wurden die beiden ebenfalls Siebte im Synchronwettbewerb. Außerdem erreichte das Duo einen siebten Rang bei den Europameisterschaften 2008 in Eindhoven. Bei den Europameisterschaften 2010 in Budapest erreichte er mit Christopher Mears den fünften und bei den Weltmeisterschaften in Shanghai den siebten Rang. Sein bestes Einzelresultat war bislang ein zwölfter Rang bei den Europameisterschaften 2010.
Bei den Commonwealth Games 2010 in Delhi wurde Robinson-Baker vom 1-m-Brett Sechster, vom 3-m-Brett Fünfter und im 3-m-Synchronspringen mit Mears Vierter.
Zwischen 2008 und 2010 gewann er insgesamt fünf Titel bei britischen Meisterschaften.